# Hermes Patera
L'Hermes Patera è una struttura geologica della superficie di Marte.